# Roberto Speciale (politico)
Roberto Speciale (Chiavari, 3 agosto 1943) è un politico italiano, esponente del Partito Comunista Italiano, del Partito Democratico della Sinistra e dei Democratici di Sinistra e già parlamentare europeo.

## Biografia
Attivo politicamente nel PCI, nel 1985 diventa consigliere regionale in Liguria.
È stato poi eletto deputato europeo alle elezioni del 1989, venendo anche riconfermato nel 1994 con il PDS. È stato presidente della Commissione per la politica regionale, vicepresidente della Delegazione per le relazioni con i paesi del Mashrek e gli Stati del Golfo, membro della Commissione per i problemi economici e monetari e la politica industriale, della Delegazione per le relazioni con gli Stati Uniti e della Delegazione per le relazioni con i paesi dell'America del Sud. Alle elezioni europee del 1999 è ricandidato con i DS, ottiene 53.375 preferenze nella circoscrizione nord-occidentale, risultando il primo dei non eletti.
Al termine del mandato di parlamentare europeo, ha fondato a Genova l'associazione "Centro in Europa".